# Hofanlage In der Seege 3 und Furt

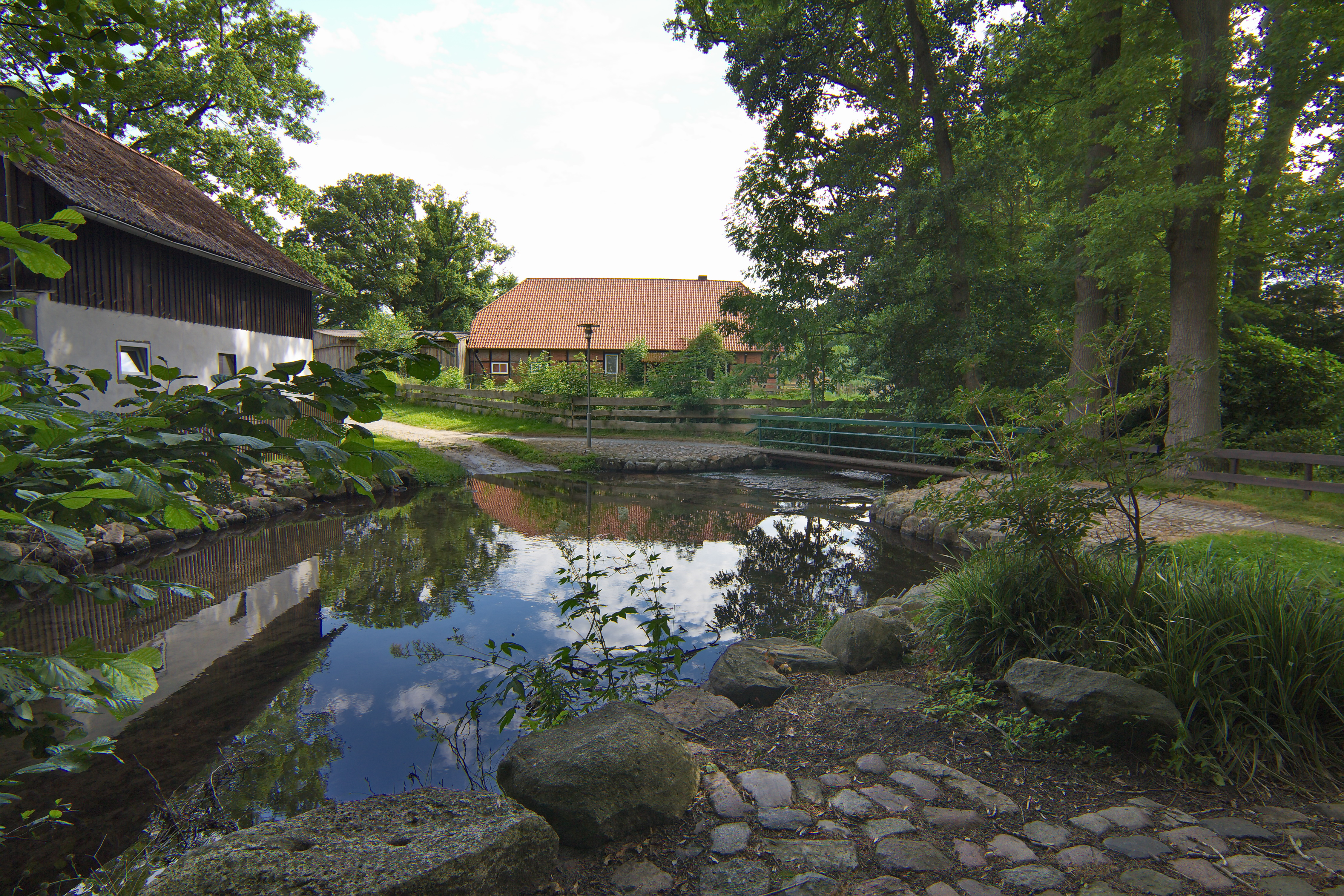
Lachte mit Furt und hinten das Wohn-/Wirtschaftsgebäude

Die Hofanlage In der Seege 3 und Furt in Steinhorst steht unter Denkmalschutz. Sie steht in der Liste der Baudenkmale in Steinhorst (Niedersachsen). Die Hofanlage hat im Denkmalatlas Niedersachsen die ID 53965400.
Die Hofanlage besteht aus einem Wohn-/Wirtschaftsgebäude in Fachwerkbauweise (ca. 1830–1850) und Wirtschaftsgebäude, einem Stall, in massiver Ziegelbauweise mit auskragendem Dach (um 1910), Freiflächen und der angrenzenden Furt durch die Lachte.

## Wohn-/Wirtschaftsgebäude
Das Fachwerkgebäude unter einem Halbwalmdach mit Hohlpfannendeckung wurde vermutlich um 1840 südlich der heutigen Furt errichtet. Die Dieleninschrift ist inzwischen unleserlich geworden. Eine Karte von 1873 und die Preußische Landesaufnahme von 1890 weisen das Gebäude bereits aus. Das Hauptgebäude des Hofs steht giebelständig zur Zufahrt ein freistehender Fachwerkbau mit Ziegelausfachungen unter Halbwalmdach in Hohlpfannendeckung. Der Wirtschaftsteil zeigt eine Diele. Der zweigeschossige Wohnteil wurde in Stockwerksbauweise errichtet. Der Ostgiebel umfasst ein mittiges Dielentor. Der daneben liegende hölzerne Anbau steht unter einem Pultdach.
Besonders an dem Gebäude ist, dass sich das Dachtragwerk in einem authentischen und bauzeitlichen Zustand befindet. Kleinere Dachgeschosseinbauten, vermutlich Räucherkammern, sind im Fachwerk mit Lehmausfachungen erhalten.
Im Obergeschoss ist noch ein fast unveränderter Lehminnenputz und teilweise Lehmziegelgefachen erhalten. Die Holzfenster dürften um 1900 eingebaut worden sein.
Das Gebäude ist im Denkmalatlas unter der ID 53986350 erfasst.

## Stall
Das massive Stallgebäude wurde um 1910 aus Backstein unter einem Satteldach errichtet. Das Dachgeschoss ist als Speicher ausgeführt. Am nördlichen Giebel wurde eine Holzkonstruktion als Wagenremise angebaut. Das Gebäude ist im Denkmalatlas unter der ID 53986373 erfasst.

## Furt

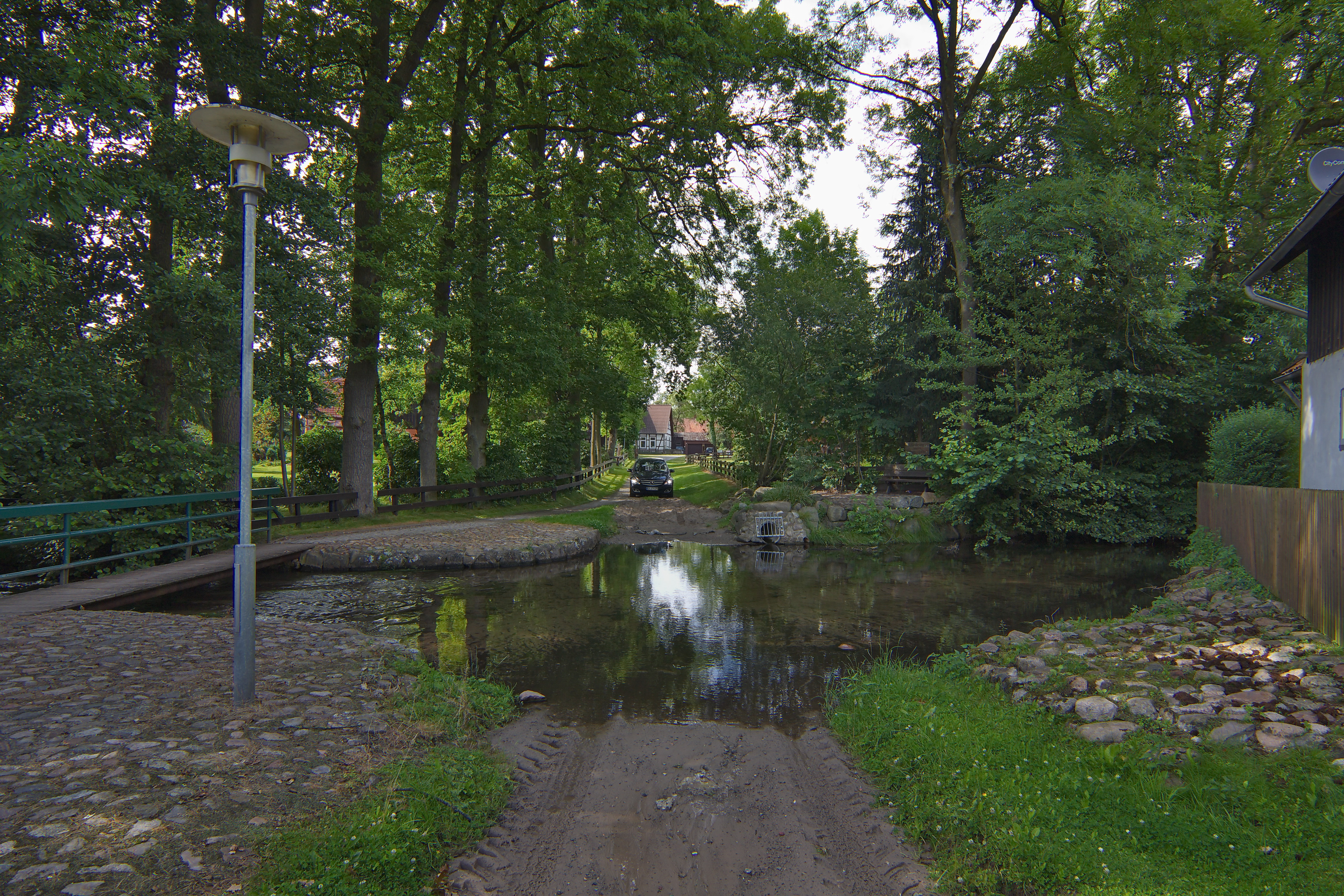
Furt

Als ursprüngliche alleeartige Zufahrt zu der Hofanlage wird auch die Furt durch die Lachte zu der Gruppe baulicher Anlagen der Hofanlage gerechnet. Zugleich ist die Furt als Einzeldenkmal in das Denkmalverzeichnis eingetragen. 
Bei der Furt handelt es sich um eine natürliche Flachstelle an der Lachte. Die dort hindurch führende Straße war für die Siedlungsentwicklung des Ortes von Bedeutung.
Die Furt ist im Denkmalatlas unter der ID 33940313 erfasst.

## Zerstörung
In der Nacht vom 5. auf den 6. April 2025 zerstörten Unbekannte mithilfe eines auf dem Grundstück befindlichen Baggers das Wohn-/Wirtschaftsgebäude nahezu. Durch den Vandalismus wurden Löcher in den Dachstuhl gerissen sowie die Veranda und die Dielentür zerstört.